# Walther Nernst
Walther Nernst (n. 25 iunie 1864, Wąbrzeźno, Regatul Prusiei, Imperiul German – d. 18 noiembrie 1941, Bad Muskau, Saxonia, Germania Nazistă) a fost fizician și chimist german, laureat al Premiului Nobel pentru Chimie (1920).
Între anii 1883-1887 învață la Universitățile din Zürich, Berlin, Graz, Westerburg, după care, în anul 1887 devine asistentul lui Wilhelm Ostwald la Universitatea din Leipzig. Apoi deține mai multe funcții la: Universitatea din Hattingen, Universitatea din Berlin, director al Institutului de Chimie al Universității din Berlin, director al Institutului de Fizică experimentală al Universității din Berlin, iar în anul 1926 devine membru al Academiei de Studii din Berlin.
Lucrările de bază din domeniul chimiei fizice sunt dedicate teoriei soluțiilor, electrochimiei și cineticii chimice. 
Activitatea de cercetare a lui Nernst se prezintă cronologic astfel:

## Biografie
A efectuat teza de doctorat sub îndrumarea lui Friedrich Kohlrausch în 1887. A fost cooptat de Wilhelm Ostwald în prima catedră de chimie fizică din universitățile germane de la Leipzig.

## Lucrări
- 1888 – dezvoltă teoria difuziei pe baze osmotice, stabilind dependența cantitativă dintre potențialul de electrod al substanțelor dizolvate și presiune osmotică;
- 1889 – folosind ca bază dependența: viteza de difuzie, conductivitatea electrică și presiunea osmotică în soluții, elaborează teoria tensiunii electromotoare a elementelor galvanice pe baza ipotezei presiunii de dizolvare a metalelor și gazelor;
- 1890 – formulează legea distribuției unei substanțe dizolvate între doi solvenți dintr-un lichid multifazic;
- 1894 – stabilește dependența disociației electrolitice de permitivitatea dielectrică a solventului, de asemenea, și deformația dielectricilor în câmp electric;
- 1897 – confecționează lampa de incandescență (lampa Nernst); studiază disociația vaporilor de apă și a dioxidului de carbon, condițiile de formare a carburii de calciu;
- 1906 – formulează un nou principiu al termodinamicii, efectuează lucrări în regiunea temperaturilor joase;
- 1909-1912 – elaborează noi metode de cercetare la temperaturi joase, confecționează calorimetrul cu vid; efectuează măsurări ale capacității calorice și dezvoltă teoria capacității calorice;
- 1906 – se ocupă de studierea reacțiilor de formare a oxidului de azot din elemente;
- 1907 – sintetizează amoniacul la presiuni înalte pe catalizator de mangan; dezvoltă teoria stratului de difuzie a cineticii proceselor chimice eterogene la limita de separare a fazelor; elaborează metoda de determinare a permitivității dielectrice a conductorilor;
- 1920 – descrie hidrura de litiu și-i cercetează electroliza în topitură.

În anul 1908 devine președintele Societății Chimice Germane, iar începând cu anul 1926 – membru al mai multor Academii de Științe, membru Străin al Academiei de Științe a URSS.
În anul 1920 câștigă Premiul Nobel pentru Chimie.